# Сепидруд
СК Сепидруд Решт (перс. باشگاه فوتبال سپیدرود رشت‎) — иранский футбольный клуб из города Решт, центра провинции (остана) Гилян. Домашние матчи команда проводит на стадионе Сардар Джангал, вмещающем около 15 000 зрителей. С 2017 года клуб выступает в иранской Про-лиге.

## История
«Сепидруд Решт» был основан в 1968 году и является одним из старейших в северном Иране и самым первым спортивным клубом в Реште. Ему было присвоено название реки Сефидруд, протекающей в нескольких десятках километров к востоку от Решта. Команда становилась чемпионом Гилянской провинциальной лиги несколько раз после Исламской революции 1979 года: в 1983, 1986 и 2003 годах.
15 мая 2010 года «Сепидруд Решт» впервые за 11 лет получил право выступить в следующем сезоне в Лиге Азадеган, но по его же итогам занял в своей группе последнее место и вылетел обратно во Второй дивизион. В сезоне 2013/14 команда оказалась на финише в зоне вылета и должна была отправиться в Третий дивизион, но клуб выкупил лицензию «Шахрдари» из Ленгеруда, также расположенного в провинции Гилян, и остался во Втором дивизионе. В 2016 году «Сепидруд Решт» выиграл свою группу в финальной стадии и спустя шесть лет вернулся в Азадеган-лигу.
Команда отлично стартовала в чемпионате 2016/17, лидируя после первой половины турнира. В предпоследнем туре «Сепидруд Решт» уступил в гостях «Гол Гохару», главному своему преследователю, и его второе место, дающее право на выход в Про-лигу, было поставлено под угрозу. Но в последнем туре «Сепидруд Решт» дома с тем же счётом переиграл «Нассаджи Мазандаран» и добился исторического (первого за 49 лет истории) выхода в главную иранскую лигу. 
Все эти успехи по транзиту за два года из Второго дивизиона в Про-лигу команда сделала под руководством главного тренера Али Назармохаммади, уроженца Решта, но в конце 2017 года, когда «Сепидруд Решт» оказался в зоне вылета, он был уволен. С начала 2018 года его пост занимал Али Карими, спасший клуб по итогам дебютного сезона от понижения обратно в Лигу Азадеган. В июле того же года Карими сменил Ходадад Азизи, но спустя полтора месяца Карими вернулся на прежнюю должность.

## Достижения
- Лига Азадеган:
  - 2-е место (1): 2016/17

## Символика
С момента своего основания «Сепидруд Решт» использует красные и белые цвета. Среди своих болельщиков он носит прозвище Красная армия.

## Соперники
Наиболее принципиальным соперником «Сепидруда» является «Малаван», также базирующийся в провинции Гилян. Поединки между «Малаваном» и «Сепидрудом», а также ещё одним клубом из Решта — «Дамашом», часто называют Эль Гиляно.

## История выступлений
| Сезон   | Лига            | Место | Кубок Ирана  |
| ------- | --------------- | ----- | ------------ |
| 2005/06 | Второй дивизион | 5-е   | 2-й раунд    |
| 2006/07 | Второй дивизион | 13-е  |              |
| 2007/08 | Второй дивизион | 3-е   |              |
| 2008/09 | Второй дивизион | 4-е   |              |
| 2009/10 | Второй дивизион | 2nd   |              |
| 2010/11 | Лига Азадеган   | 14-е  | 4-й раунд    |
| 2011/12 | Второй дивизион | 10-е  | 1-й раунд    |
| 2012/13 | Второй дивизион | 4-е   |              |
| 2013/14 | Второй дивизион | 12-е  | 4-й раунд    |
| 2014/15 | Второй дивизион | 2-е   |              |
| 2015/16 | Второй дивизион | 1-е   |              |
| 2016/17 | Лига Азадеган   | 2-е   |              |
| 2017/18 | Про-лига        | 13-е  | Третий раунд |
| 2018/19 | Про-лига        |       |              |